# Eloísa Muro
Eloísa Muro (Madrid, 30 de septiembre de 1894-íd., 1 de mayo de 1979) fue una actriz española, hija del actor César Muro.

## Biografía

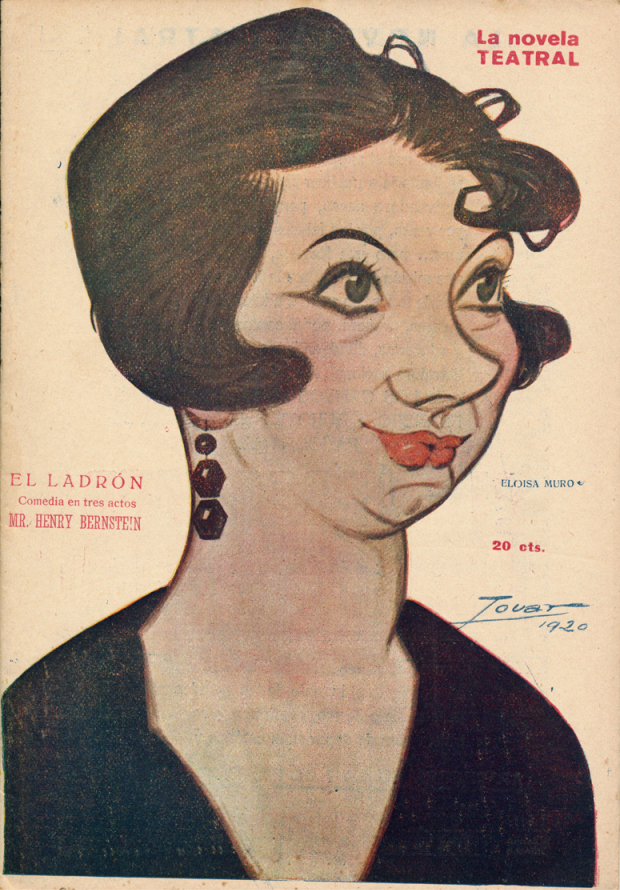
Caricaturizada por Tovar (1920)

Su trayectoria artística se desarrolló fundamentalmente en el teatro. Llegó a ser primera actriz del Teatro de la Comedia y más adelante del Teatro Infanta Isabel.
Uno de sus mayores éxitos lo constituyó el estreno de la obra Pedro Muñoz Seca Los extremeños se tocan (1926), así como La diosa ríe y El señor Adrián, el primo (1927), ambas de Carlos Arniches. Igualmente cabe destacar su participación en los montajes de Mi distinguida familia (1932), de Enrique Suárez de Deza, El amor sólo dura 2000 metros (1941), de Enrique Jardiel Poncela, Si Fausto fuera Faustina (1942), de José Luis Sáenz de Heredia, Marido y medio (1950), de Fernando Fernán Gómez y El chico de los Winslow (1958), de Terence Rattigan.
También destacó, aunque de manera más discreta, en el cine. Entre los títulos que rodó, pueden mencionarse Porque te vi llorar (1941), de Juan de Orduña; La vida en un hilo (1945), de Edgar Neville; Currito de la Cruz (1949), de Luis Lucia; Pequeñeces (1950), de Juan de Orduña; Séptima página, de Ladislao Vajda y Balarrasa (1951), de José Antonio Nieves Conde.
Estuvo casada con el actor Bernardo Jambrina, quien falleció en un accidente en 1918.
Estuvo unida sentimentalmente al actor Mariano Asquerino, con el que tuvo a su hija María, también actriz, aunque nunca se casaron.